# Лаошани
Лаошани, или народ Лао (лаос. ລາວ), су народ таи-кадаи породице народа који претежно живи у Лаосу где су истовремено и највећа етничка група (око 53,2% становништва). Говоре лаошким језиком, језиком таи-кадаи језичке породице. Њихова религија спаја теравада будизам са традиционалним веровањима. Сродни су осталим таи-кадаи народима, нарочито народу Таи, који претежно живи у Тајланду, и народу Исан, чија је матица такође Тајланд (народ Исан такође говори лаошким језиком). У прошлости, Лаошани су се идентификовали као Таи, међутим те промене су настале због тајландског културног мандата, што значи уважавање људи без обзира какве су националне припадности.
Процењује се да Лаошана има око 4 милиона, од чега 3.200.000 у Лаосу, 222.452 у Тајланду и 220.000 у САД. Овај народ припада монголоидној раси.